# 荒井橋

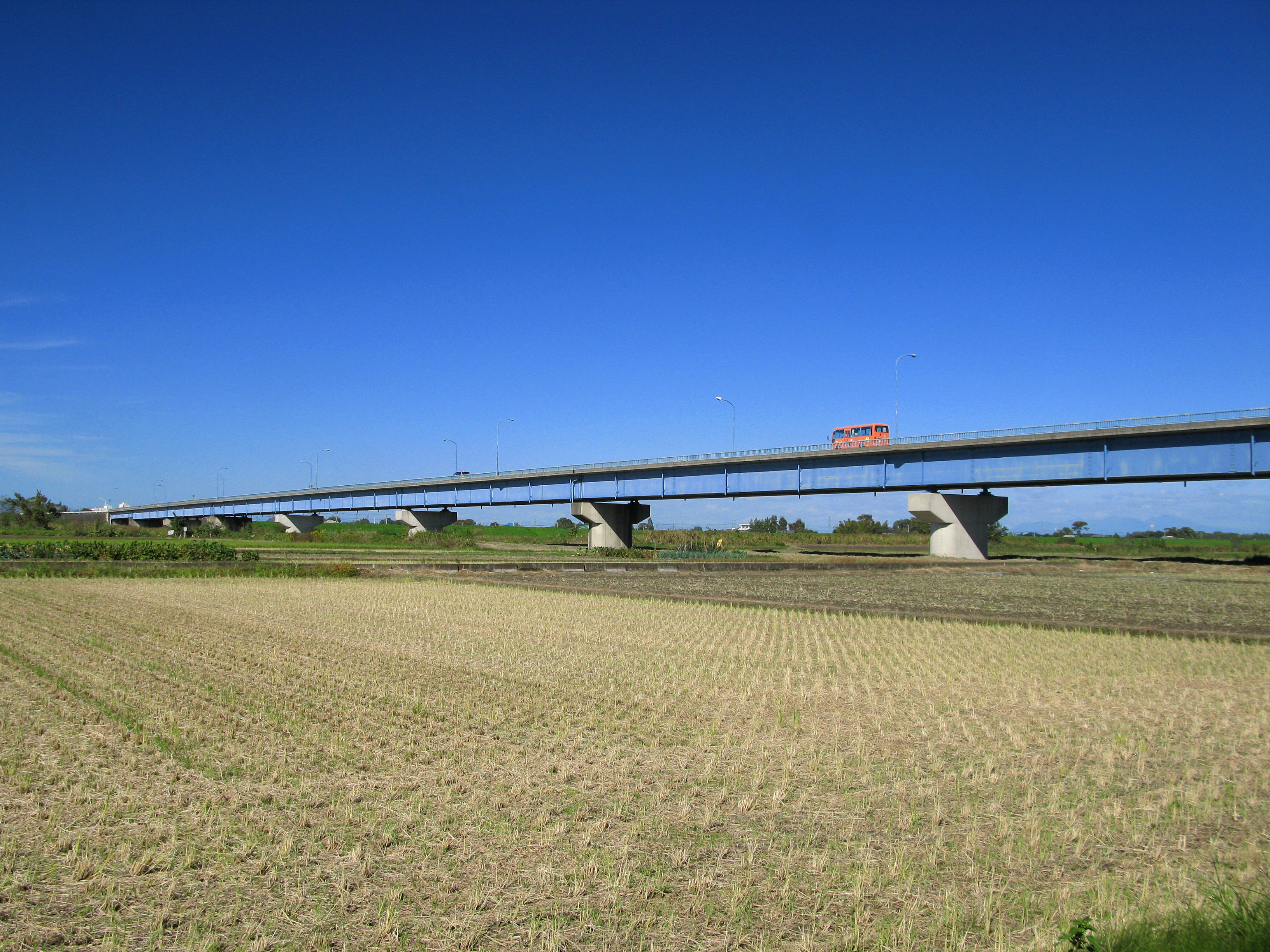
荒井橋（2012年10月）

荒井橋（あらいばし）は、埼玉県北本市荒井と比企郡吉見町江和井の間で荒川に架かる埼玉県道33号東松山桶川線の道路橋である。

## 概要
河口から58.0 kmの地点に位置する 橋長642.05メートル、総幅員11.25メートル、有効幅員9.75メートル（車道7.75メートル、歩道2.00メートル）、主径間70.00メートルの11径間の鋼連続箱桁橋である。右岸側は荒川沿いの低地となっていて連続した堤防があるが、左岸側は大宮台地の縁に接続されており堤防がない。歩道は上流側のみに設置されている。約800メートル上流側に冠水橋である高尾橋が架かる。名前の由来は荒井の渡しに因む。
埼玉県衛生研究所および老人福祉センター荒川荘と北本駅を結ぶ川越観光自動車の走行経路（衛生研究所線）になっている。吉見町寄りの停留所は「東第二小学校入口」が最寄り。また、道の駅いちごの里 よしみと北本駅を結ぶ吉見町町内巡回バスの走行経路にもなっていたが、2019年4月よりデマンド型交通に移行した。吉見町寄りの停留所は「江和井南」が最寄りであった。

## 歴史

冠水橋の初代荒井橋（1959年）

### 荒井の渡し
荒井橋が開通する以前は「荒井の渡し」と呼ばれる荒井村と江和井村を結ぶ村道に属する渡船であった。また、渡船場には河岸場である「荒井河岸」が併設され、河岸場はいつから開設されていたか定かではないが、1685年（貞享2年）の史料に年貢米を江戸に送った記録が残されていたことからその頃までには存在したとされる。この渡しは「世戸井渡」とも呼ばれ渡船二艘を有する私設の渡船であった。渡船料は1878年（明治11年）1月当時は徒歩は1人で二厘五毛、荷馬は1疋で六厘であった。また渡船場には荒井河岸が併設されている他、石戸河岸、高尾河岸もあり水運の一役を担っていた。1933年に荒井橋が架設されたことにより渡船は廃止された。

### 1933年の橋
1933年（昭和8年）3月15日に石戸村と東吉見村の間を流れる荒川に初代の荒井橋が木製の冠水橋（かんすいきょう）として架橋された。開通式は3月15日の16時に挙行され、内務省直轄荒川改修事務所春木技師を初め関係町村の代表者70名余りが列席し、先ず修祓の儀が執り行われた後、橋の両岸に所在する東吉見小学校（現、吉見町立東第二小学校）と石戸小学校の上級児童による渡り初めの他、角力（相撲）や神楽や郷土芸能大会などの余興が催されるなど大賑いだったという。橋長90メートル、幅員4メートル で工費は9000円だった。道幅が狭いことから交互通行であった。また、河川改修により直線化される前の旧川に架けられていた。開通当時は村道だったが1939年（昭和14年）4月に県道に編入されている。
橋は荒井地区の人が管理していて、橋が洪水で流失した際は荒川地区が橋の部材を調達し、橋を復旧する作業をしていた。
また、地区の話し合いより船頭を抜擢し、橋が流失するなどして通行不能となった際に臨時で渡船を出していたほか、橋の通行料は船頭が徴収していた。なお、荒井地区の人は無料で通行することができた。
この橋は1938年（昭和13年）9月1日の台風による大洪水で橋が流失したが、その際の架け替えの際の費用として当時の石戸村長が私財を投じたという。その時の状況は1940年に建てられた「荒井橋記念碑」の碑文に記されている。この後も洪水によって橋が度々流失、もしくは一部損壊するなどして長期にわたって通行不能となった。度重なる洪水を鎮めるために人柱を捧げた伝承も残されている。1965年（昭和40年）9月17日にも台風24号による洪水で流失し、県は1191万8000円の工事費を掛けて1966年（昭和41年）3月25日開通予定で復旧工事が進められた。橋は通行止めになりその間、仮橋が架けられた。

### 1973年の橋
この橋の付近で蛇行していた荒川の流路をショートカットする河川改修事業に伴い、長さ1800メートルの北本捷水路が1973年（昭和48年）に新たに開削され、その河道上に橋が架け直された。なお、北本捷水路は3つの工区に分けて開削工事が行われた。旧流路は市町境と概ね一致し、現在も河道跡として橋の周辺に残されている。
架け直された橋は旧糠田橋や大芦橋によく似た、太い鋼管パイル製の橋脚を持つ木製桁の冠水橋であった。橋長は83.7メートル、幅員は4.8メートルで3トンの重量制限が課せられていた。幅員が1車線分しかないため交互通行も今までと同様であった。冠水橋は1982年の永久橋の開通後に撤去された。橋の遺構や痕跡は残されていないが、旧橋の取り付け道路は河川区域内に農道として現存する。その取り付け道路には1940年（昭和15年）11月10日に建立された「荒井橋記念碑」が設置されている。

### 1982年の橋
冠水橋は洪水等でたびたび通行止めになり、また幅員狭小のため交互通行である他、重量制限が設けられており大型車の通行が不可能なため3.2キロ上流側の御成橋もしくは4.4キロ下流側 の太郎右衛門橋へ迂回しなければならなかった。そのため1967年（昭和42年）に北本市を始め、関係市町である鴻巣市・桶川・東松山・吉見・川島・菖蒲による「荒井橋永久橋架設促進期成同盟」が結成され、国および県に永久橋架け替えの請願活動が行われ、1973年（昭和48年）には総工費20億円を投じて 架け替え計画が具体化し、1976年（昭和51年）に着工され、1979年（昭和54年）に工事が本格化した。工事のペースは財政事情により停滞する時期もあったが工事の末期は急速に進んだ。また、橋の前後に吉見側276メートル、北本側102メートルの取り付け道路の整備も合わせて進められた。そして今までの橋の上流側の位置に永久橋が1982年（昭和57年）に鋼連続箱桁橋として竣工し、同年5月1日に開通し、同日午後から一般供用が開始された。これが現在の荒井橋である。
開通式は1日10時に右岸側橋詰（吉見町側）にて挙行され、建設省荒川工事事務所所長、県土木部技監や県議会議長、周辺自治体の長や警察署長など約300名が出席した。開通式は先ず開通を祝う神事が行なわれ、次にテープカットやくす玉割りが執り行われた。そして神主を先頭に地元住民による渡り初めが行われた。また、同日11時から北本市コミュニティセンターにて「荒井橋永久橋架設促進期成同盟」による完成祝賀会も同時開催され、橋の開通を祝った。
この橋の開通により大型車の往来も可能になり、橋上での交互通行も解消され交通の利便性が向上した。また荒川を挟んだ東西の地域との交流が盛んになり、沿道地域の発展にも寄与することとなった。

## 周辺

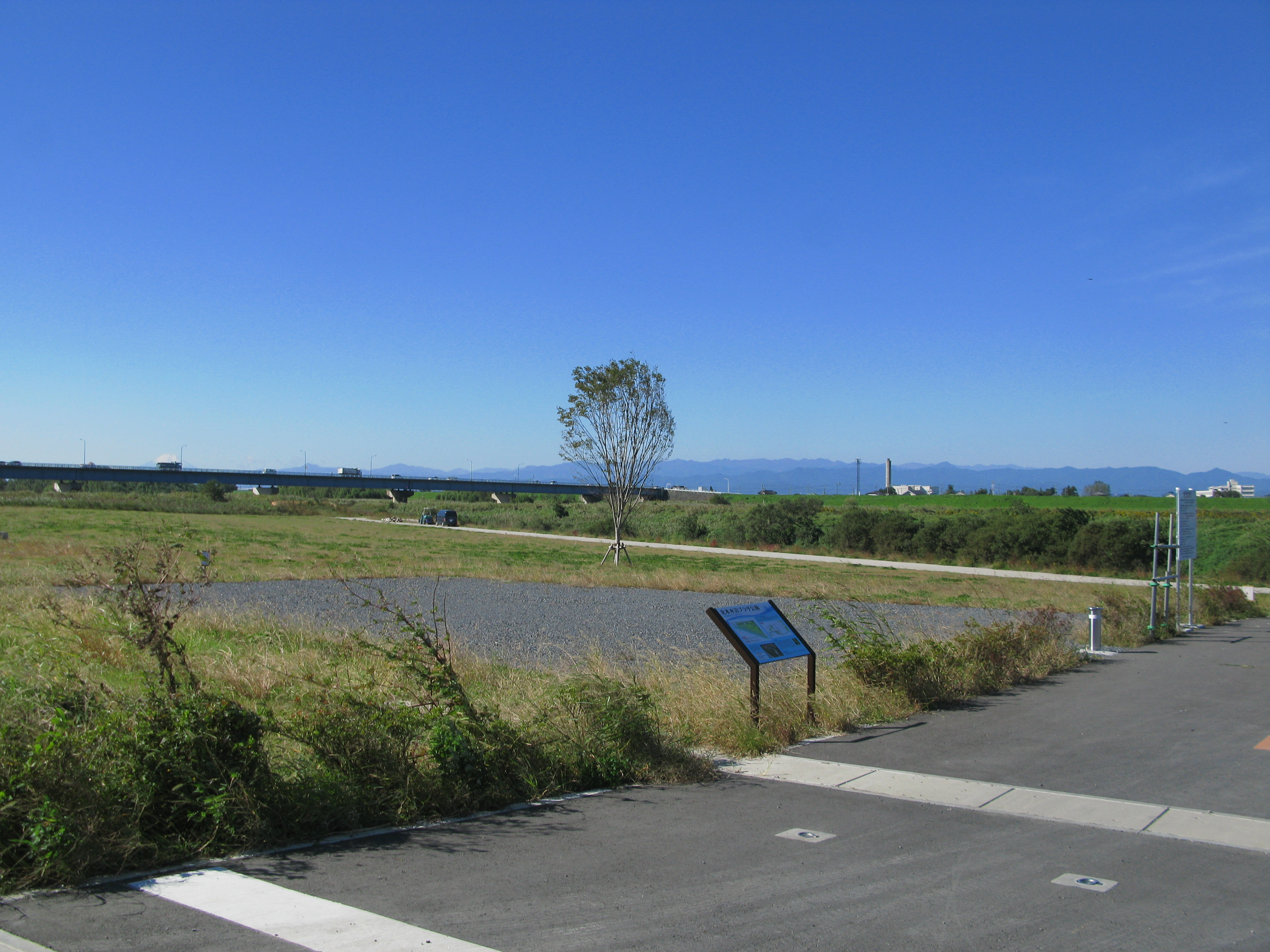
北本水辺プラザ公園（2012年10月）

荒井橋付近の河川敷はやや狭窄になっているが、その前後の河川敷は広くとられている。
下流側には全国最大規模のビオトープである「荒川ビオトープ」が下流側に整備されている。上流側の谷戸地にも「高尾宮岡の景観地」（さいたま緑のトラスト保全第8号地）などの自然景観が見られる。
また、昭和初期や1973年に行われた河川改修前の荒川の河道跡が周囲に残っている（旧荒川も参照）。
周辺に石戸蒲桜（日本五大桜の一つ）などの桜の名所が点在しており、毎年春になると花見の見物客で賑わう。
- 北本水辺プラザ公園 - すぐ上流側に位置している
- 北本市野外活動センター
- 高尾さくら公園 - 石戸蒲桜の後継樹の他、全国各地から集められた30種約200本の桜が植樹されている。
- 氷川神社・須加神社 - 「高尾宮岡の景観地」の隣接地に鎮座する。
- 北本自然観察公園 - 樹齢約200年のエドヒガンザクラがあった[29]。2019年10月22日に根元から折れ、倒木した。2019年に相次いだ台風の影響によるものと思われる[30][31]。
- 城ヶ谷堤 - 桜の名所。元々は大宮台地の解析谷に作られた田畑を水害から守るために江戸時代に築かれた水除堤[32]。
- 天神下公園 - 荒川の河道跡を利用してつくられた公園。城ヶ谷堤に隣接する
- 北里大学メディカルセンター
- 第一三共バイオテック - 第一三共グループの医薬品・ワクチン製造会社
- 埼玉中部環境センター
- 東部緑地公園
- 埼玉県衛生研究所（旧埼玉県立吉見高等学校）
- 吉見町立東第二小学校
- 県央ふれあいんぐロード（荒川サイクリングロード）

## 風景

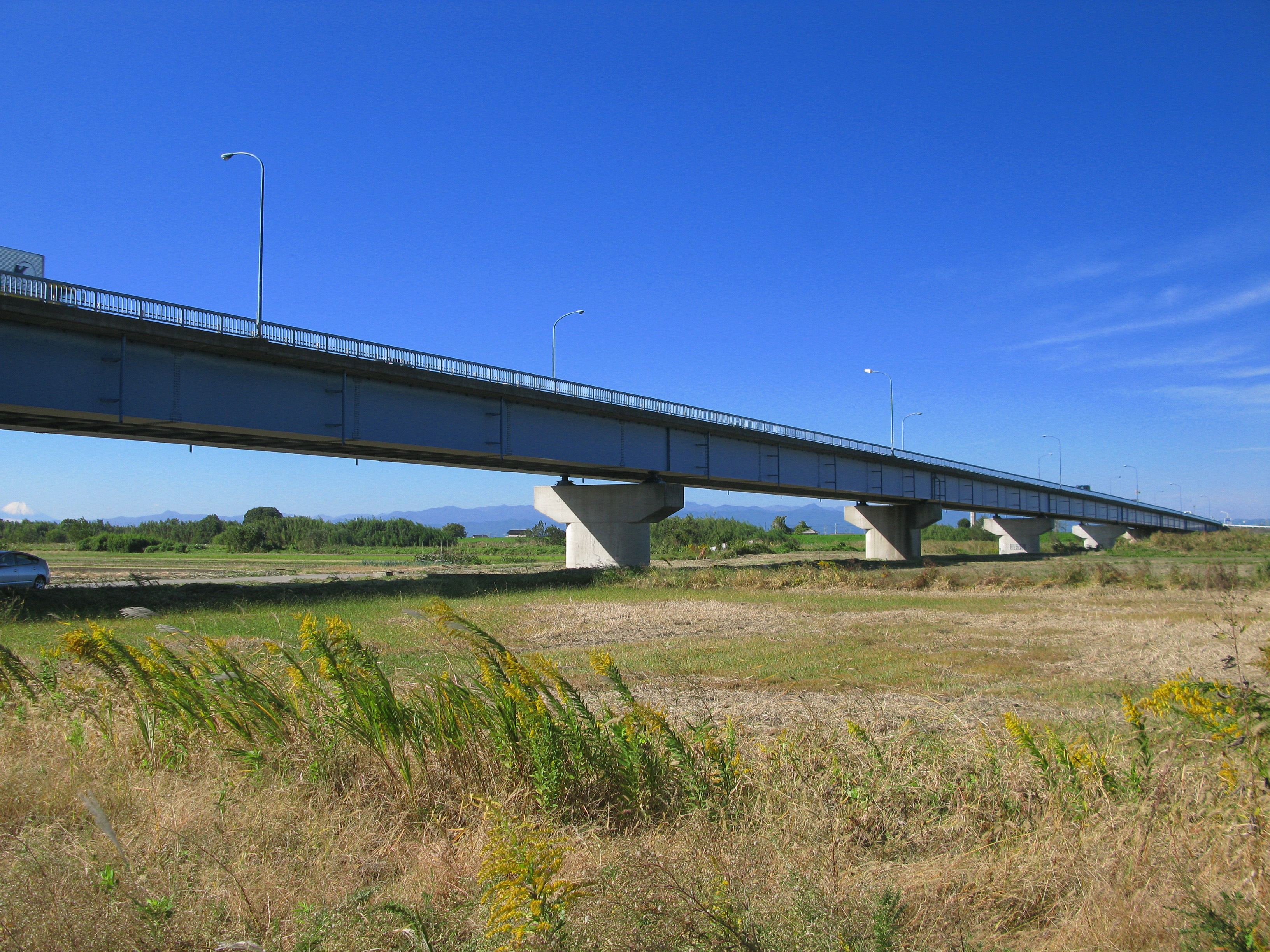
左岸上流側から
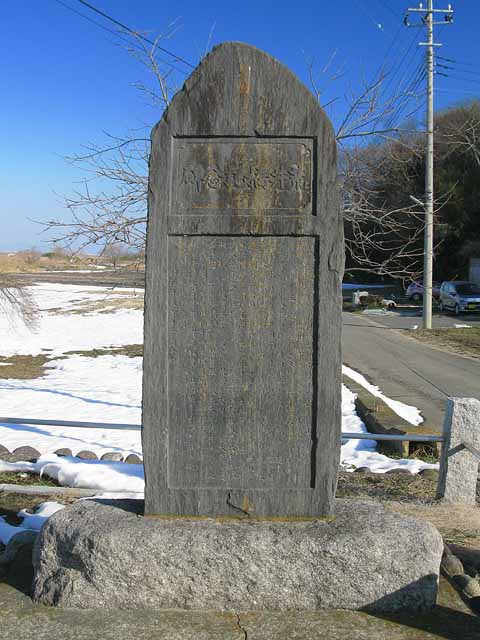
荒井橋記念碑（1940年建立）

## 隣の橋
- 荒川

（上流） - 原馬室橋 - 高尾橋 - 荒井橋 - 圏央道荒川橋 - 太郎右衛門橋 - （下流）